# エムレ・タシュデミル
エムレ・タシュデミル(1995年8月8日-)はトルコのサッカー選手。ポジションはDF。ガズィアンテプFK所属。

## 経歴
3013年3月3日にスュペル・リグデビュー。
2014年夏、ブルサスポルに移籍した。
2019年1月9日、ガラタサライに移籍。

### 代表歴
2015年6月8日のブルガリア代表との親善試合でA代表デビュー。